# Aptesis rufifemur
Aptesis rufifemur är en stekelart som först beskrevs av Kiss 1924.  Aptesis rufifemur ingår i släktet Aptesis och familjen brokparasitsteklar. Inga underarter finns listade.